# پروپانامید
پروپانامید (به انگلیسی: Propanamide) یک ترکیب شیمیایی است. شکل ظاهری این ترکیب، مایع زرد است.